# STS-37
STS-37 foi uma missão do ônibus espacial Atlantis, realizada em abril de 1991, que teve como principal objetivo colocar em órbita o Observatório de Raios Gama Compton.

## Tripulação
| Posição                  | Astronauta      |
| ------------------------ | --------------- |
| Comandante               | Steven Nagel    |
| Piloto                   | Kenneth Cameron |
| Especialista de missão 1 | Jerry Ross      |
| Especialista de missão 2 | Jay Apt         |
| Especialista de missão 3 | Linda Godwin    |

### Caminhadas no espaço
- Ross e Apt  - EVA 1
- Início do EVA 1: 7 de Abril de 1991
- Fim do EVA 1: 7 de Abril de 1991
- Duração: 4 horas e 26 minutos

- Ross e Apt  - EVA 2
- Início do EVA 2: 8 de Abril de 1991
- Fim do EVA 2: 8 de Abril de 1991
- Duração: 5 horas e 47 minutos

## Hora de acordar[1]
- 2º dia: Música da Marching Illini Band da Universidade de Illinois. Homenagem ao astronauta Steven Nagel que se formou ali.
- 3º dia: “The Marine Corp Hymn” executado pela banda da Academia Naval dos Estados Unidos. Homenagem ao astronauta Kenneth Cameron, coronel da Marinha dos Estados Unidos.
- 4º dia: “Hail Purdue” pela Purdue University Band. Homenagem ao astronauta Jerry Ross que se formou na Purdue University.
- 5º dia: “10,000 Men of Harvard Want Victory Today” cantado pela Harvard Glee Club. Homenagem ao astronauta Jay Apt que se formou na Universidade de Harvard.
- 6º dia: “La Bamba” tocado pela banda Brass Rhythm and Reeds na qual a astronauta Linda Godwin tocou saxofone.
- 7º dia: Tema da série “Magnum PI” com os cumprimentos de Tom Selleck. Homenagem a astronauta Linda Godwin, fã de Selleck.

## Principais fatos
O lançamento da missão havia sido planejado para o dia 5 de Abril de 1991, às 9:18 EST. Porém foi brevemente adiado para as 9:22:44 EST devido a nuvens de baixa altitude na área. O peso no lançamento foi de 255 824 lb (116 040 kg).
A carga primária era constituída pelo Observatório de Raios Gama Compton (GRO), o qual foi lançado no terceiro dia de vôo. A antena de alto ganho do GRO falhou em seu lançamento ao ser comandada, ela foi então liberada e lançada por Ross e Apt durante uma caminhada no espaço não programada, a primeira desde Abril de 1985.
No dia seguinte, dois astronautas realizaram a primeira caminhada no espaço planejada desde Novembro de 1985, para testar os métodos para que os astronautas se movam e movam seus equipamentos enquanto estejam fazendo a manutenção da estação espacial planejada Freedom. Os instrumentos GRO de ciência foram o Burst and Transient Source Experiment (BATSE), o Imaging Compton Telescope (COMPTEL), o Telescópio Experimental de Raios Gama Energéticos (EGRET) e o Experimento de Espectrômetro de Cintilação Orientada (OSSEE).
As cargas secundárias incluíam o Crew and Equipment Translation Aids (CETA), que envolvia caminhadas no espaço planejadas de seis horas pelos astronautas Ross e Apt; o Monitor de Subida de Partículas (APM); o Experimento de Rádio Amador em Ônibus Espacial II (SAREX II); o Crescimento de Cristais de Proteína (PCG); o Bioserve/instrumentation Technology Associates Materials Dispersion Apparatus (BIMDA); o Experimento de Monitoramento de Radiação III (RME Ill); e o experimento  Air Force Maui Optical Site (AMOS).
O GRO é o segundo dos quatro grandes observatórios espaciais da NASA. O Telescópio Espacial Hubble, lançado durante a missão STS-31 em Abril de 1990, foi o primeiro. O GRO foi lançado em uma missão de dois anos para busca as emissões de alta energia dos Raios gama celestes, os quais não podem penetrar na atmosfera terrestre. Com cerca de 35 000 libras, o GRO foi o satélite mais pesado que foi lançado em baixa órbita de um ônibus espacial. Ele foi também o primeiro satélite que poderia ser reabastecido em órbita pelos grupos dos ônibus espaciais. Cinco meses após seu lançamento, a NASA renomeou o satélite como Observatório de Raios Gama Arthur Holly Compton, ou Observatório Compton, em homenagem ao vencedor do prêmio Nobel que fez importantes trabalhos na astronomia de raios gama.
A primeira Atividade extraveicular dos Estados Unidos desde 1985 foi realizada pelos especialistas da missão Jerry Ross e Jay Apt após seis tentativas mal sucedidas de lançar a antena de alto ganho do satélite. através de comandos repetidos dos controladores de terra no Payload Operations Control Center, do Goddard Space Flight Center, em Greenbelt, MD, e manobraram o Atlantis e o braço robótico do Sistema da Manipulação Remota (RMS), assim como o prato da antena GRO, mas não puderam mover o boom. Ross e Apt estavam preparados para tal tipo de trabalho, e Ross conseguiu liberar o boom da antena boom 17 minutos após o começo da caminhada no espaço. Este foi o primeiro EVA (sigla em inglês de Extra Vehicular Activity) de contingência não planejado desde a STS 51-D em Abril de 1985. O lançamento ocorreu a 6:35 p.m. EST, aproximadamente 4 horas e 30 minutos após o planejado.
No dia seguinte, em 8 de Abril, Ross e Apt realizaram o primeiro EVA planejado desde a missão STS 61-B em Novembro de 1985. A caminhada no espaço era para testar os métodos de movimentos de astronautas e equipamentos na futura estação espacial Freedom. Um dos experimento era para avaliar métodos manuais, mecânicos e elétricos de movimento de carga no exterior de grandes estruturas no espaço. Apesar de os três métodos terem funcionado, os astronautas reportaram que o movimento da carga manual foi o que apresentou melhores resultados. Com ambos os EVAs, Ross e Apt completaram 10 horas e 49 minutos em caminhadas no espaço durante a missão STS-37.
Os membros do grupo também reportaram sucesso em vários experimentos secundários. O Experimento de Cano Aquecedor de Estação Espacial (SHARE II) inicialmente formou bolhas em seus tubos de plexiglass, o que foi um problema no experimento SHARE realizado na STS-29. Entretanto, os procedimentos de solução de problemas pararam o desenvolvimento das bolhas. o SHARE II possuía um novo projeto para um despositivo radiador de calor para a Estação Espacial Freedom.
Entre as outras cargas que foram levadas na missão estava o Bioserve Instrumentation Technology Associates Materials Dispersion Apparatus (BIMDA), para explorar o potencial comercial dos experimentos nos campos biomédicos, processos de manufatura e ciência dos fluidos, e o experimento Cresicimeand de Cristal de Proteína, que já havia voada oito vezes anteriormente de várias formas. O piloto  Kenneth Cameron foi o operador primário do Experimento de Rádio Amador em Ônibus Espacial (SAREX), apesar de todos os cinco membros do grupo terem participado como operadores de rádio amador.
A aterrissagem ocorreu em 11 de Abril de 1991, às 6:55:29 a.m. PDT, na Runway 33, Base Aérea de Edwards, Califórnia. A distância de rolagem foi de 6 364 pés e o tempo de rolagem foi de 56 segundos. A aterrissagem havia sido planejada para o dia 10 de Abril, porém foi adiada em um dia devido às condições do tempo no Edwards e no KSC. O ônibus espacial retornou ao KSC em 18 de Abril de 1991. O peso na aterrissagem foi de 190 098 lb (86 227 kg).